# Championnat de Tunisie de cross-country
Le championnat de Tunisie de cross-country est une compétition de cross-country tunisienne organisée depuis 1912.

## Histoire
La première course de cross-country en Tunisie est organisée le 12 avril 1903 ; le quotidien La Dépêche tunisienne qui relate l'événement indique que cette course a été organisée par l'association des anciens élèves du Collège Alaoui, à partir de 15 heures, au croisement de la route de La Goulette et du Boulevard de Paris. Près de 4 000 personnes ont alors assisté à cette course remportée par un certain Pommier (troisième compagnie militaire) devant Cherrié (Vendôme) et Bonnel (Paris).
Le premier championnat officiel, à l'instar de celui sur piste, a lieu en 1912.
C'est le champion olympique Mohammed Gammoudi qui détient le record des victoires (huit), alors que Fethi Baccouche est le seul athlète à avoir remporté le titre dans toutes les catégories (minimes, cadets, juniors et seniors).

## Palmarès

### Hommes

#### Cross long
- 1912 : Antoine Renda (Jeunesse sportive)
- 1913 : Aoun Ben Saïd (Afric Club)
- 1914 : Armand Collini (Jeunesse sportive)
- 1921 : Marcel Busseau (Club sportif des cheminots)
- 1922 : Nicolas Circhirillo (Jeunesse sportive)
- 1923 : Salvatore Brignone (Club sportif des cheminots)
- 1924 : Marceau Pepay (Club sportif des cheminots)
- 1925 : Salem Ben Touhami (Club sportif des cheminots)
- 1926 : Giuseppe Palumbo (Italia)
- 1927 : Giuseppe Palumbo (Italia)
- 1928 : Antoine Mumbert (Club sportif des cheminots)
- 1929 : Jean Palazzolo (Effort sportif)
- 1930 : Carmelo Avolino (individuel)
- 1931 : Carmelo Avolino (Sporting Club)
- 1932 : Amor Ben Mabrouk (Tricolores Tinja Sports)
- 1933 : Carmelo Avolino (Italia)
- 1934 : Houcine Ben Mohamed (Club sportif des cheminots)
- 1935 : Younes Ben Sadok (Orientale)
- 1936 : Ammar Ben Saad (Orientale)
- 1937 : Mnaouer Ben Abbes (Club sportif des cheminots)
- 1938 : Youssef[Qui ?] (Orientale)
- 1939 : Marcel Dusserre (Club sportif des cheminots)
- 1940 : Galtadauro[Qui ?] (Italia)
- 1941 : Marcel Dusserre (Club sportif des cheminots)
- 1942 : Marcel Dusserre (Club sportif des cheminots)
- 1944 : Mohamed Ben Abdallah (Forces françaises)
- 1945 : Mohamed Ben Belgacem (Vaillante de Bouficha)
- 1946 : Habib Braïek (Zitouna Sports)
- 1947 : Mohamed Mokhtar (Zitouna Sports)
- 1948 : Habib Braïek (Zitouna Sports)
- 1949 : Habib Braïek (Zitouna Sports)
- 1950 : Habib Braïek (Zitouna Sports)
- 1951 : Habib Braïek (Zitouna Sports)
- 1952 : Gharbi Cherif (individuel)
- 1953 : Abdelmalek Ouni (Union sportive de Hammam Lif)
- 1954 : Amor Mannai (Association sportive des travaux publics)
- 1955 : Gharbi Cherif (Club athlétique du gaz)
- 1956 : Abdelmalek Ouni (Union sportive de Hammam Lif)
- 1957 : Ahmed Belaïd (Orientale)
- 1958 : Pas organisé
- 1959 : Ahmed Belaïd (Orientale)
- 1960 : Ahmed Ben Salah (Centre d'éducation physique militaire)
- 1961 : Ahmed Ben Salah (Centre d'éducation physique militaire)
- 1962 : Mohammed Gammoudi (Centre d'éducation physique militaire)
- 1963 : Mohammed Gammoudi (Centre d'éducation physique militaire)
- 1964 : Ammar Ben Belgacem (Club athlétique du gaz)
- 1965 : Mohammed Gammoudi (Centre d'éducation physique militaire)
- 1966 : Ahmed Zammel (Club sportif de la Garde nationale)
- 1967 : Abdallah Ben Ammar (Centre d'éducation physique militaire)
- 1968 : Mohammed Gammoudi (Association sportive militaire de Tunis)
- 1969 : Ayachi Labidi (Association sportive militaire de Tunis)
- 1970 : Abdelkader Zaddem (Club sportif de la Garde nationale)
- 1971 : Mohammed Gammoudi (Association sportive militaire de Tunis)
- 1972 : Mohammed Gammoudi (Association sportive militaire de Tunis)
- 1973 : Abdelaziz Bouguerra (Association sportive militaire de Tunis)
- 1974 : Abdelkader Zaddem (Club sportif de la Garde nationale)
- 1975 : Mohammed Gammoudi (Association sportive militaire de Tunis)
- 1976 : Mohammed Gammoudi (Association sportive militaire de Tunis)
- 1977 : Rabeh Zaïdi (Club sportif des cheminots)
- 1978 : Abdelkrim Jelassi (Association sportive militaire de Tunis)
- 1979 : Abdelkrim Jelassi (Association sportive militaire de Tunis)
- 1980 : Rabeh Zaïdi (Club sportif des cheminots)
- 1981 : Mohamed Zaïdi (Zitouna Sports)
- 1982 : Fethi Baccouche (Association sportive militaire de Tunis)
- 1983 : Fethi Baccouche (Association sportive militaire de Tunis)
- 1984 : Abdelaziz Bouguerra (Association sportive militaire de Tunis)
- 1985 : Fethi Baccouche (Association sportive militaire de Tunis)
- 1986 : Fethi Baccouche (Association sportive militaire de Tunis)
- 1987 : Mohamed Salah Rajhi (Association sportive militaire de Tunis)
- 1988 : Fayçal Mhammedi (Club sportif de la Garde nationale)
- 1989 : Fayçal Mhammedi (Club sportif de la Garde nationale)
- 1990 : Mahmoud Kalboussi (Club sportif de la Garde nationale)
- 1991 : Abdelkader Chelbi (Club sportif de la Garde nationale)
- 1992 : Brahim Ayachi (Club sportif de la Garde nationale)
- 1993 : Mohamed Tahar Mansouri (Club sportif des unités d'intervention)
- 1994 : Mohamed Tahar Mansouri (Club sportif des unités d'intervention)
- 1995 : Mohamed Tahar Mansouri (Club sportif des unités d'intervention)
- 1996 : Abdelkrim Litaïmi (Club sportif des unités d'intervention)
- 1997 : Mehdi Khelifi (Club olympique de Sidi Bouzid)
- 1998 : Abdelkrim Litaïmi (Club sportif des unités d'intervention)
- 1999 : Mehdi Khelifi (Club municipal d'athlétisme de Kairouan)
- 2000 : Mehdi Khelifi (Club sportif de la Garde nationale)
- 2001 : Hédi Khalfallah (Club sportif de la Garde nationale)
- 2002 : Lotfi Turki (Association sportive militaire de Tunis)
- 2003 : Ridha Amri (Club sportif de la Garde nationale)
- 2004 : Ridha Amri (Club sportif de la Garde nationale)
- 2005 : Amor Rached (Club sportif de la Garde nationale)
- 2006 : Ridha Amri (Club sportif de la Garde nationale)
- 2007 : Ridha Amri (Club sportif de la Garde nationale)
- 2008 : Chokri Dhaouadi (Club sportif de la Garde nationale)
- 2009 : Amor Rached (Club sportif de la Garde nationale)
- 2010 : Lakhdar Hachani (Association sportive militaire de Tunis)
- 2011 : Wissem Hosni (Club sportif de la Garde nationale)
- 2012 : Wissem Hosni (Club sportif de la Garde nationale)
- 2013 : Wissem Hosni (Club sportif de la Garde nationale)
- 2014 : Salah Badri (Club sportif de la Garde nationale)
- 2015 : Abderraouf Boubaker (Club sportif de la Garde nationale)
- 2016 : Atef Saad (Association sportive militaire de Tunis)
- 2017 : Ammar Znaidia (Association sportive militaire de Tunis)

#### Cross court
- 2000 : Abdelmajid Bouchamia
- 2001 : Wajdi Adassi
- 2002 : Féthi Anizi
- 2003 : Imed Zaïdi
- 2004 : Imed Zaïdi
- 2005 : Sala Badri
- 2006 : Imed Zaïdi

### Femmes
Le championnat de Tunisie de cross-country féminin existe quant à lui depuis 1970. Le record de victoires est détenu par Sonia Aggoun (dix titres) alors que la championne de 2009, Manel Jammali, est la seule à avoir remporté le championnat dans toutes les catégories (une fois en minimes, deux fois en cadettes, deux fois en juniors et une fois en seniors) ; sa progression est toutefois affectée durant les championnats d'Afrique juniors de 2009 par la grippe H1N1.

#### Cross long
- 1970 : Jalila Douira (Stade nabeulien)
- 1971 : Jalila Douira (Stade nabeulien)
- 1972 : Jalila Douira (Stade nabeulien)
- 1973 : Chedlia Jendoubi (Zitouna Sports)
- 1974 : Radhia Terd (Étoile sportive du Sahel)
- 1975 : Zeineb Derouiche (Zitouna Sports)
- 1976 : Jalila Douira (Stade nabeulien)
- 1977 : Jalila Douira (Stade nabeulien)
- 1978 : Latifa Derouiche (Club sportif des cheminots)
- 1979 : Latifa Derouiche (Club sportif des cheminots)
- 1980 : Latifa Derouiche (Club sportif des cheminots)
- 1981 : Latifa Derouiche (Club sportif des cheminots)
- 1982 : Rachida Oueslati (Zitouna Sports)
- 1983 : Rachida Oueslati (Zitouna Sports)
- 1984 : Rachida Dali (Association sportive militaire du Sud-ouest)
- 1985 : Sabah Ben Nasr (Étoile sportive du Sahel)
- 1986 : Rachida Dali (Association sportive militaire du Sud-ouest)
- 1987 : Sonia Aggoun (Zitouna Sports)
- 1988 : Fadhila Ghozzi (Jeunesse sportive de Béja)
- 1989 : Souad Ben Toumi (Club sportif des cheminots)
- 1990 : Sonia Aggoun (Zitouna Sports)
- 1991 : Sonia Aggoun (Zitouna Sports)
- 1992 : Sonia Aggoun (Zitouna Sports)
- 1993 : Sonia Aggoun (Zitouna Sports)
- 1994 : Sonia Aggoun (Zitouna Sports)
- 1995 : Sonia Aggoun (Zitouna Sports)
- 1996 : Sonia Aggoun (Zitouna Sports)
- 1997 : Sonia Aggoun (Zitouna Sports)
- 1998 : Sonia Aggoun (Zitouna Sports)
- 1999 : Ourida Sliman (Olympique de Gafsa)
- 2000 : Oumeyya Nemri (Club sportif de la Garde nationale)
- 2001 : Hana Chaouche (Aigle sportif de Somâa)
- 2002 : Soulef Bouguerra (Association sportive militaire du Sud-ouest)
- 2003 : Hana Chaouche (Aigle sportif de Somâa)
- 2004 : Soulef Bouguerra (Club sportif de la Garde nationale)
- 2005 : Habiba Ghribi (Club sportif sfaxien)
- 2006 : Safa Aissaoui (Avenir sportif de Sidi Bouzid)
- 2007 : Fatma Lanouar (Club municipal d'athlétisme de Kairouan)
- 2008 : Safa Aissaoui (Avenir sportif de Sidi Bouzid)
- 2009 : Manel Jammali (Avenir sportif de Sidi Bouzid)
- 2010 : Safa Aissaoui (Avenir sportif de Sidi Bouzid)
- 2011 : Safa Aissaoui (Avenir sportif de Sidi Bouzid)
- 2012 : Safa Aissaoui (Avenir sportif de Sidi Bouzid)
- 2013 : Imen Methnani (Club sportif de la Garde nationale)
- 2014 : Imen Methnani (Club sportif de la Garde nationale)
- 2015 : Hallouma Jerfel (Club municipal d'athlétisme de Kairouan)
- 2016 : Hallouma Jerfel (Club municipal d'athlétisme de Kairouan)
- 2017 : Marwa Bouzayani (Club sportif d'athlétisme de Regueb)

#### Cross court
- 2001 : Anissa Jelassi
- 2002 : Habiba Ghribi
- 2003 : Amel Tlili
- 2004 : Fatma Lanouar
- 2005 : Fatma Lanouar